# Псевдогалогены
Псевдогалоге́ны (галогено́иды) — сильно связанные, как правило линейные, молекулярные одновалентные неорганические радикалы (далее обозначены Z), которые проявляют химические свойства, характерные для галогенов, т.е. способны образовывать:
- однозарядные анионы Z−,
- псевдогалогенводородные кислоты HZ,
- малорастворимые соли серебра AgZ, ртути(I) Hg2Z2 и свинца(II) PbZ2,
- нейтральные димеры — дипсевдогалогены Z2, диспропорционирующие в воде и способные атаковать двойную связь,
- интерпсевдогалогенные молекулы Z–X.

Классическими псевдогалогенами являются циан CN–, оксициан CNO–, тиоциан CNS–, селеноциан CNSe–, азид N3–.
В химических формулах псевдогалогены вместе с галогенами иногда обозначаются {\displaystyle {\ce {Hal}}}. Однако ИЮПАК рекомендует для галогенов и псевдогалогенов использовать обозначение {\displaystyle {\ce {X}}}.
В данной статье {\displaystyle {\ce {Z}}} обозначает псевдогалоген, а {\displaystyle {\ce {X}}} — «настоящий» галоген.
Дипсевдогалогены имеют строение {\displaystyle {\ce {Z-Z}}}. 
Псевдогалогены образуют отрицательные ионы (псевдогалогенид-ионы), которые по химическим свойствам подобны ионам, образуемыми галогенами.
В отличие от ионов галогенов в молекулах соединений не все псевдогалогены устойчивы.
Термин «псевдогалоген» был впервые введён Лотаром Биркенбахом в 1925 году.

## Свойства
Ниже представлены свойства, по которым можно отнести соединения к псевдогалогенам:
- соединение должно быть летучим веществом, состоящим из симметричной комбинации Z−Z;
- с металлами псевдогалоген образует соли, содержащие анион Z−;
- образует нерастворимые в воде соли некоторых переходных металлов, например, серебра, ртути(I), свинца(II);
- диспропорционирует в щелочной среде с образованием Z− и OZ−;
- образует кислоты HZ;
- образует смешанные псевдогалогены Z−Z′ и Z−X;
- с переходными металлами образует устойчивые комплексные ионы типа MZ4n−, MZ6n−;

## Примеры псевдогалогенов
Примеры симметричных дипсевдогалогенов:
- дициан (CN)2;
- диоксоциан (OCN)2;
- дитиоциан (родан) (SCN)2;
- диселеноциан (SeCN)2;
- азидокарбондисульфид (SCSN3)2;

Примеры несимметричных псевдогалогенов (интерпсевдогалогенов):
- цианогалогениды (фторциан FCN, хлорциан ClCN, бромциан BrCN, цианид иода ICN);
- нитрозилгалогениды (нитрозилфторид NOF, нитрозилхлорид NOCl, нитрозилбромид NOBr).

## Псевдогалогениды
Псевдогалогени́ды — соли, образованные анионами соответствующих псевдогалогенов: (цианиды, цианаты, изоцианаты, роданиды, селеноцианогены, теллуророданиды, азиды и др).
Поведение и химические свойства псевдогалогенидов схожи с химическими свойствами галогенидов.
Псевдогалогениды образованы относительно сильными кислотами типа HZ (например, синильная кислота HCN, роданистоводородная кислота HSCN и тетракарбонилкобальтовая кислота HCo(CO)4)).